# 巴勒鲁瓦
巴勒鲁瓦（法語：Balleroy，法語發音：[baləʁwa] ⓘ）是法国诺曼底大区卡尔瓦多斯省的一个旧市镇，属于巴约区。2016年，巴勒鲁瓦与市镇沃巴东合并为新市镇德龙河畔巴勒鲁瓦。

## 地理
巴勒鲁瓦（49°10'50"N, 0°50'17"W）面积4.23 平方千米，位于法国诺曼底大区卡爾瓦多斯省，该省份为法国西北部沿海省份，北濒大西洋英吉利海峡，东北与滨海塞纳省以海上边界相接，东临厄尔省，南至奧恩省，西与芒什省接壤。
与巴勒鲁瓦接壤的市镇（或旧市镇、城区）包括：拉巴佐克、卡斯蒂永、蒙菲凯、普朗克里、沃巴东。

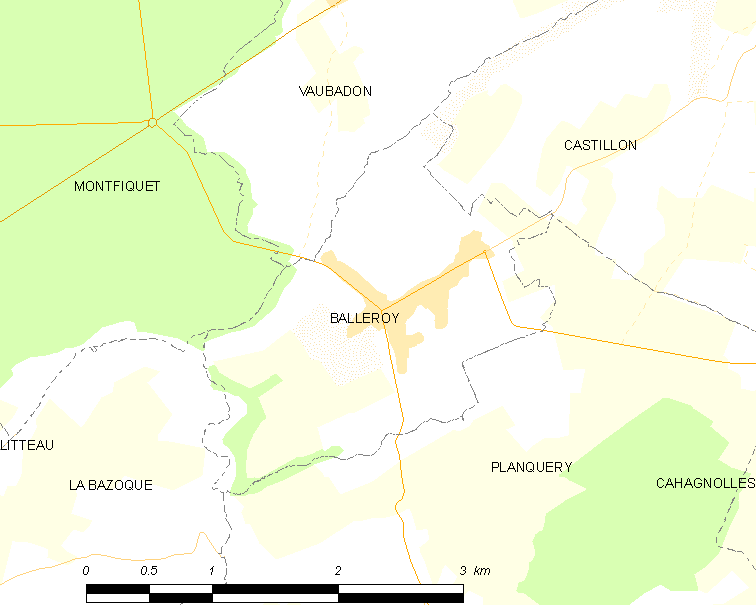
巴勒鲁瓦的OSM定位图

巴勒鲁瓦的时区为UTC+01:00、UTC+02:00（夏令时）。

## 行政
巴勒鲁瓦的邮政编码为14490，INSEE市镇编码为14035。

## 政治
巴勒鲁瓦所属的省级选区为特雷维耶尔县。

## 人口

1962-2008年间巴勒鲁瓦人口变化图示

巴勒鲁瓦于2018年1月1日时的人口数量为968人。

## 友好城市
- 丹麦里伯

1. ↑  Géoportail. . Géoportail.   [2020-03-22]. （原始内容存档于2017-01-29） （法语）.